# Castèthnau de Medòc
Castèthnau dau Medòc (en francès Castelnau-de-Médoc) és un municipi francès situat al departament de la Gironda i a la regió de la Nova Aquitània.

## Demografia
| 1962                                       | 1968  | 1975  | 1982  | 1990  | 1999  | 2007  |
| ------------------------------------------ | ----- | ----- | ----- | ----- | ----- | ----- |
| 1.388                                      | 1.573 | 2.148 | 2.621 | 2.773 | 3.165 | 3.783 |
| Des de 1962: població sense dobles comptes |       |       |       |       |       |       |

## Administració
| Període | Identitat           | Partit |
| ------- | ------------------- | ------ |
| 2001-   | Jean-Claude Durracq | PS     |

## Agermanaments
- Bad Sachsa